# Giuseppe Maria Boschi
Pour les articles homonymes, voir Boschi.
Giuseppe Maria Boschi (né à Viterbe (?); fl 1698-1744) était un chanteur italien (voix de basse, ou baryton selon les critères d'aujourd'hui)  du XVIIIe siècle. Il est surtout connu pour sa collaboration avec le compositeur Georg Friedrich Haendel, avec qui il a travaillé en Italie et à Londres. 
En 1698, il épousa la contralto Francesca Vanini-Boschi.
Au cours de la première décennie du siècle, il est connu pour avoir chanté à Casale Monferrato, Vicence, Ferrare, Vienne, Bologne et Venise, où il a créé le rôle de Pallas dans  l'opéra Agrippina de Haendel pour la saison du carnaval 1709-1710. Il fit ses débuts à Londres en 1710, retourna en Italie du nord après 1711, se produisant à Venise, Vérone, Bologne et Gênes. De 1717 à 1720, il a été actif principalement à Dresde. À partir de 1720 jusqu'en 1728, il fut engagé par la Royal Academy of Music de Londres dirigée par Haendel, où il a chanté dans tous les opéras (au nombre de 32) que l'organisation produisit au cours de cette période. Ceci inclut sept ouvrages de Bononcini et Ariosti, et 13 de Haendel. Par la suite, il retourna à Venise.
Sa tessiture était, selon les critères modernes, celle d'un baryton aigu. En général, il semble qu'il excellait dans ce qu'on appelle les "airs de fureur", pour la plupart desquels Haendel composait avec un  contrepoint énergique. Il a créé les rôles de Achilla dans Giulio Cesare, Garibaldo dans Rodelinda, Lotario dans Flavio, et Araspe dans Tolomeo. La plupart des rôles qu'il a joués sont ceux de dirigeants ou de méchants. 